# Monhystera vulgaris
Monhystera vulgaris är en rundmaskart som beskrevs av De Man 1880. Monhystera vulgaris ingår i släktet Monhystera och familjen Monhysteridae. Arten är reproducerande i Sverige. Inga underarter finns listade i Catalogue of Life.